# Kópanskaya
Kópanskaya (del ruso: Ко́панская) es una stanitsa del raión de Yeisk del krai de Krasnodar, en Rusia. Está situada en la orilla norte lago Droshevo, formado en el estuario de los ríos Albashí, Chelbas y Miguta, en la península de Yeisk, 49 km al sur de Yeisk y 143 km al noroeste de Krasnodar, la capital del krai.  Tenía 3 965 habitantes en 2010.
Es cabeza del municipio Kópanskoye.

## Historia
La localidad fue fundada en 1873.

## Composición étnica
De los 3 957 habitantes que tenía en 2002, el 95.2 % era de etnia rusa, el 2 % era de etnia ucraniana, el 1.2 % era de etnia armenia, el 0.5 % era de etnia bielorrusa, el 0.2 % era de etnia griega, el 0.1 % era de etnia georgiana, el 0.1 % era de etnia azerí, el 0.1 % era de etnia tártara y el 0.1 % era de etnia alemana.